# Capelleta de la Mare de Déu dels Àngels
La Capelleta de la Mare de Déu dels Àngels és una obra de la Ràpita (Montsià) protegida com a Bé Cultural d'Interès Local.

## Descripció
Fornícula situada sobre la porta d'un garatge, amb arc carpanell molt rebaixat, amb trencaaigües de rajola. A sobre, més arquejat. Marc amb fusta. L'interior està pintat amb blau i l'exterior emblanquinat. La imatge és de guix policromat.

## Història
La imatge fou restituïda després de la guerra civil (1936-39).